# Frakkos cincér
A frakkos cincér (Callimoxys gracilis) a cincérfélék családjába tartozó, Eurázsiában honos, lombos fákon, cserjéken élő bogárfaj. 

## Megjelenése
A frakkos cincér testhossza 7-13 mm. Testalkata karcsú, megnyúlt. A szárnyfedők oldalvonala kissé homorú; a szárnyfedők nem fedik teljesen a potrohot, hanem a varrat kb. kétötödénél (a frakk szárnyaihoz hasonlóan) szétnyílnak. Alapszíne fényes fekete, némi zöldes, olajzöldes árnyalattal. A hím egyszínű, míg a nőstény előtora (az elülső és hátulsó szegély kivételével) vörös. Az előtor durván, ráncosan pontozott; a középvonal két oldalán egy-egy hosszú, jól definiált kiemelkedés látható. A szárnyfedők a közepükig durván, de szórtan, lejjebb elmosódva pontozottak. A pontok köze elöl sima, hátrább fokozatosan erősebben szemecskés, emiatt zsírfényű.

## Elterjedése és életmódja
Eurázsiában honos, a Kárpát-medencétől és a Balkántól a Krímen és a Kaukázuson keresztül Észak-Iránig. Magyarországon a Börzsönyben ismertek állományai. 
A száraz, meleg, fás ligeteket (erdős sztyepp, erdőszélek, elhagyott kertek, gyümölcsösök) kedveli. Lárvája különféle lombos fák és bokrok (tölgy, juhar, krisztustövis, kökény, csonthéjas gyümölcsfák, stb.) száraz ágaiban él. Fejlődése egy-két évig tart. Az imágó áprilistól júliusig rajzik. Nappal aktív és általában virágzó cserjéken tartózkodik.  

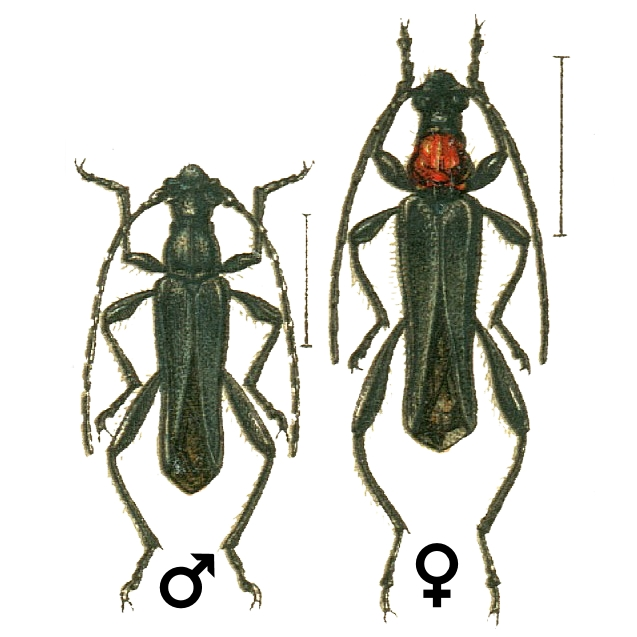
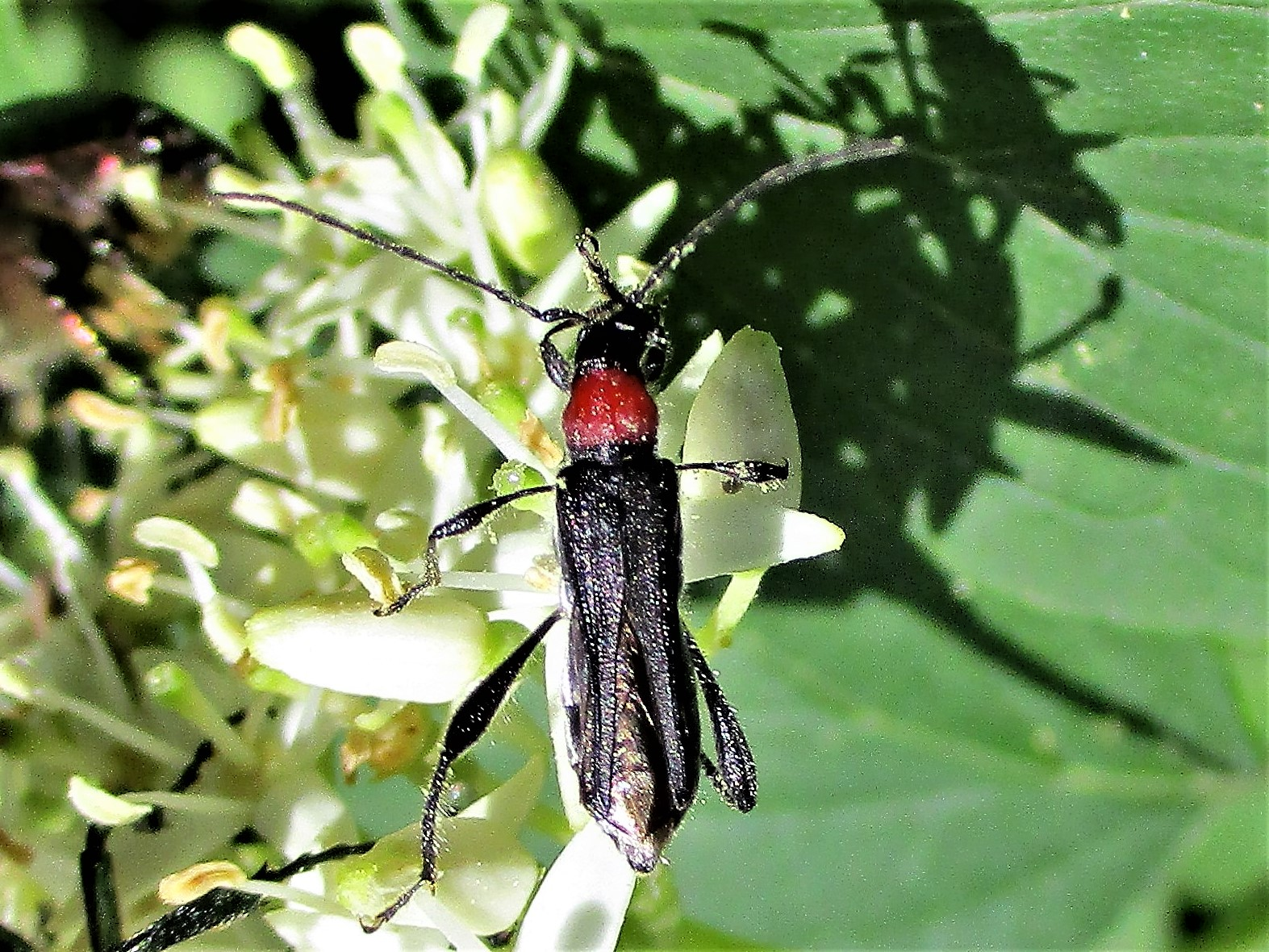
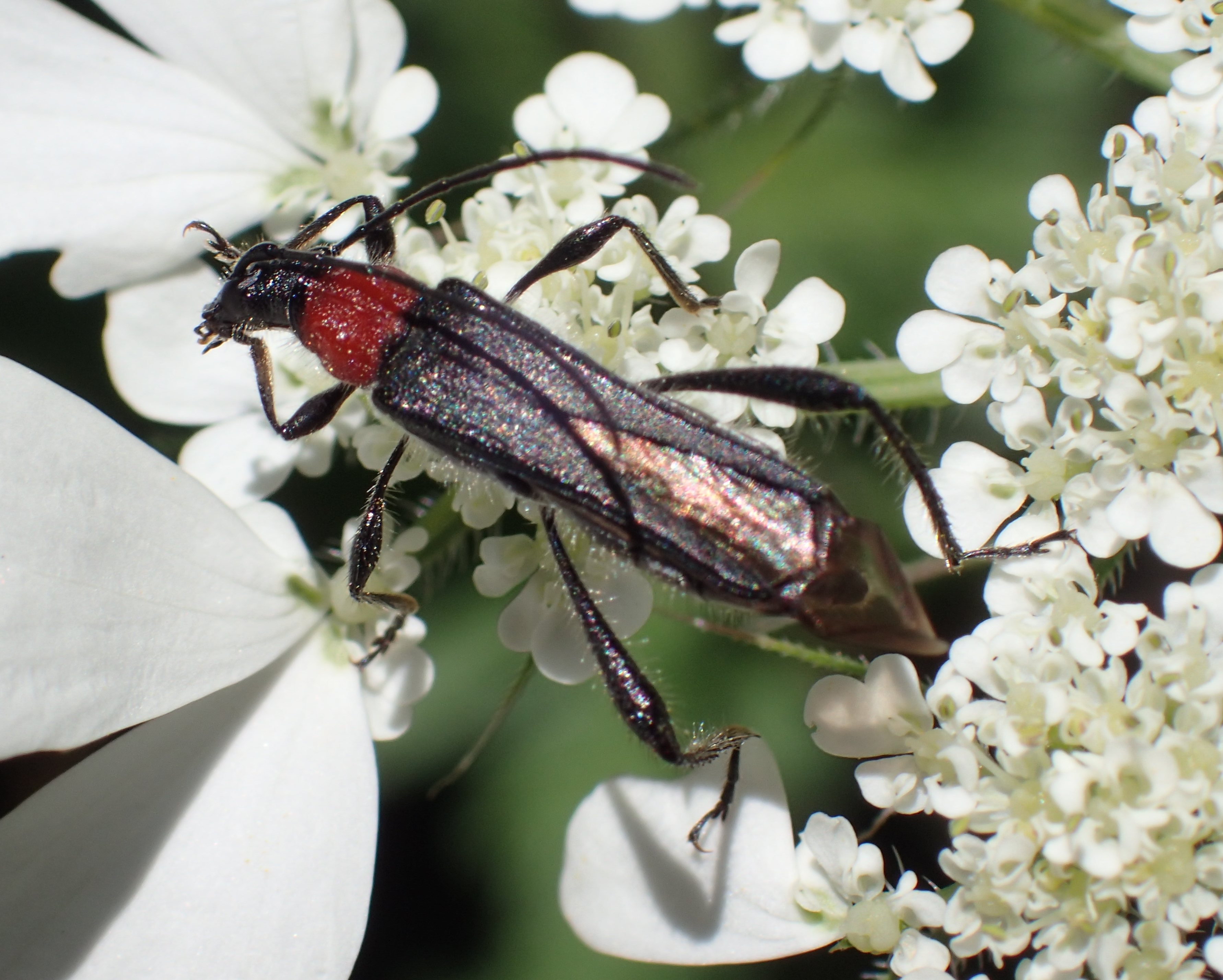

Magyarországon nem védett.